# اس‌تی‌اس-۵۱-بی
اس‌تی‌اس-۵۱-بی (انگلیسی: STS-51-B) یکی از ماموریت‌های برنامه شاتل‌های فضایی بود که در تاریخ ۲۹ آوریل، ۱۹۸۵ از پایگاه فضایی کندی به فضا پرتاب شد. این مأموریت توسط شاتل چلنجر و برای مدت حدود ۷ روز انجام گرفت. این مأموریت هفتمین مأموریت صورت گرفته توسط شاتل چلنجر بود که جهت مطالعه بر روی اثرات جاذبه صورت گرفت.